# Longmeridiaan

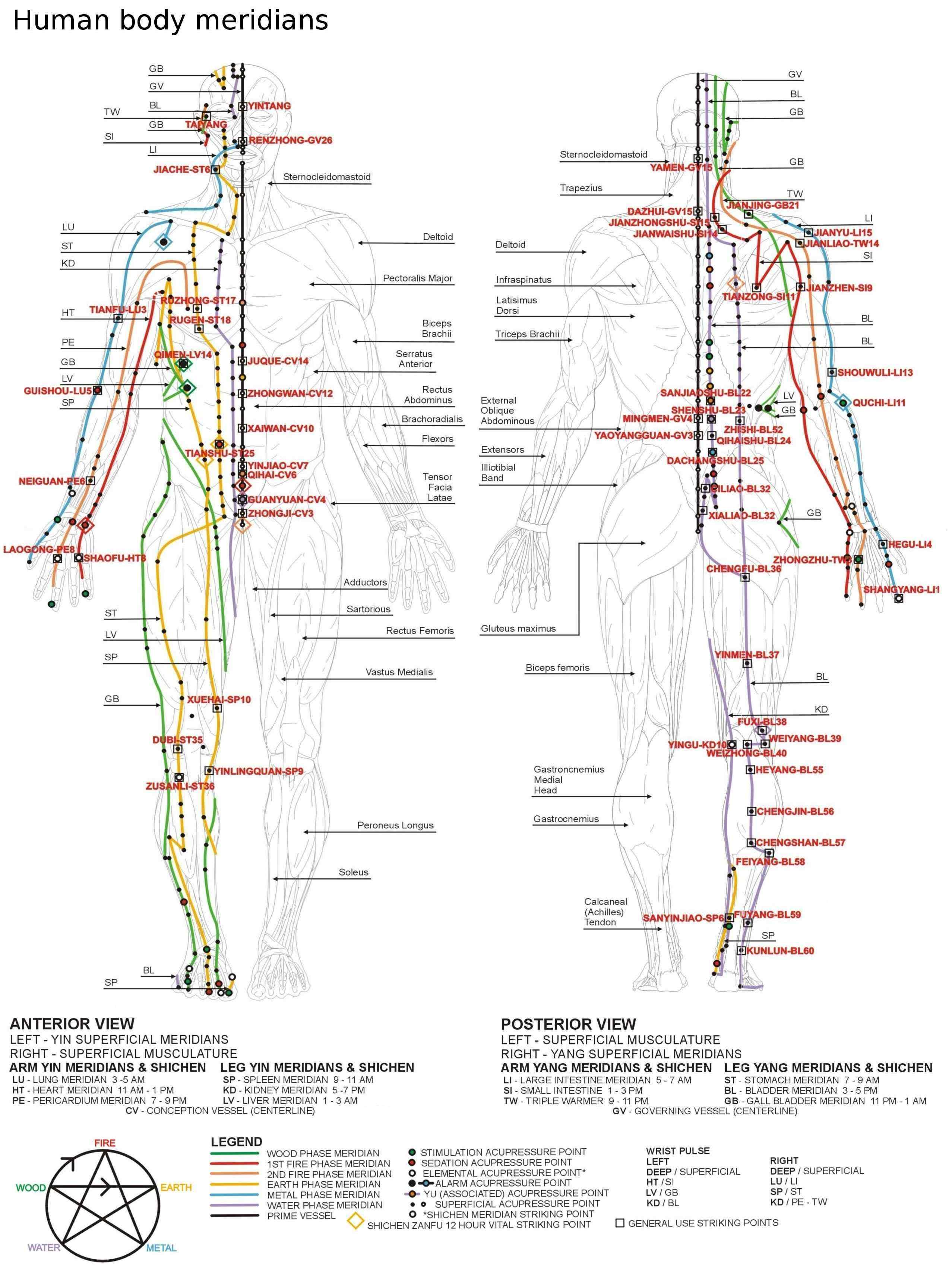
Overzicht van de 12 belangrijkste meridianen

De longmeridiaan (Cheou Tai Yin) is een van de 12 belangrijkste meridianen in de Chinese geneeskunde.
De longmeridiaan loopt aan beide zijden van het lichaam en begint op de borst vlak onder het sleutelbeen, van daaruit loopt hij over de schouder naar de elleboog via de buitenzijde van de onderarm, over de pols en eindigt op de duim. Volgens de traditionele Chinese geneeskunde is deze meridiaan een yinmeridiaan en behoort tot het element metaal. Tussen 03:00 en 05:00 uur zou deze energie het meest actief zijn. Op de longmeridiaan zitten elf punten die gebruikt worden binnen de acupunctuur, acupressuur en reflexologie en deze zouden invloed hebben op ademhaling, huid, neus, emoties (in algemene zin) en verdriet in het bijzonder.
longmeridiaan · dikkedarmmeridiaan · dunnedarmmeridiaan · maagmeridiaan · miltmeridiaan · hartmeridiaan · blaasmeridiaan · niermeridiaan · pericardiummeridiaan · drievoudige verwarmermeridiaan · galblaasmeridiaan · levermeridiaan